# Daniel de Superville (médecin)
Pour les articles homonymes, voir Daniel de Superville.
Daniel de Superville (Rotterdam, 2 décembre 1696 - Rotterdam, 16 novembre 1773) est un médecin et universitaire néerlandais qui fonde en 1742 l'université d'Erlangen en Allemagne. Il est chancelier de l'université jusqu'en 1748. Superville a aussi écrit plusieurs traités d'anatomie.

## Biographie
Daniel de Superville est issu d'une famille de huguenots français qui ont fui aux Pays-Bas après la révocation de l'édit de Nantes. Il est le troisième fils du marchand Jacques (Jacob) de Superville et de Marguerite Vettekeuken. Son oncle est le célèbre théologien calviniste Daniel de Superville (1657-1728).
Il entre à l'Université de Leyde en 1719 mais a déjà obtenu son doctorat un an plus tôt à l'université d'Utrecht avec une dissertation intitulée Dissertatio de sanguine et sanguificatione. En 1722, il épouse Catherine Elisabeth le Comte à Leyde, et le 21 juin de la même année, le couple part pour la Prusse, où Superville trouve un emploi de lecteur d'anatomie et de chirurgie à Stettin.
Après avoir réussi à guérir le roi Frédéric II de Prusse d'un œdème, Daniel de Superville devient en 1738, le médecin personnel de la princesse Wilhelmine de Prusse, sœur de Frédéric II. Superville est bientôt un conseiller influent à la cour de Wilhelmine et de son mari, le margrave Frédéric III de Brandebourg-Bayreuth. Il est aussi admis à l’Académie royale des sciences et des lettres de Berlin en 1739.
À l'initiative de Frédéric et Wilhelmine, il fonde une université protestante à Bayreuth en 1743. Superville est désigné comme premier rector magnificus de l'université. Quand, un an plus tard, celle-ci est transférée à Erlangen, Frédéric de Brandebourg-Bayreuth se nomme lui-même rector magnificus, mais garde Superville comme chancelier.
Superville reste à la tête de l'université jusqu'en 1748, quand il retourne – via Brême et Brunswick – aux Pays-Bas. Il s'installe à Voorburg, près de La Haye, et se remarie en 1770, un an après la mort de sa première épouse. Finalement, il retourne dans sa ville natale de Rotterdam, où il meurt en 1773 à l'âge de 77 ans. Superville est enterré dans la Vrouwekerk (nl) de Leyde (démolie in 1819), qui à cette époque appartient à l'Église wallonne.

## Sources
- (nl) Kees Vellenga, "In het voetspoor van Röntgen 2008", Historische Commissie van de Nederlandse Vereniging voor Radiologie
- (de) Wer ist wer in Bayreuth: Daniel de Superville
- (nl) Nieuw Nederlandsch biografisch woordenboek, deel 6: Superville, Daniel de (3)
- (de) Paul Zimmermann, « Superville, Daniel von », dans Allgemeine Deutsche Biographie (ADB), vol. 54, Leipzig, Duncker & Humblot, 1908, p. 634-637